# تانه‌یفکا
تانه‌یفکا (انگلیسی: Taneyevka) یک شهرک در شهرستان استرلیتاماکسکی استان باشقیرستان کشور روسیه است.